# Анієш
Анієш (рум. Anieș) — село у повіті Бистриця-Несеуд в Румунії. Входить до складу комуни Маєру.
Село розташоване на відстані 346 км на північ від Бухареста, 37 км на північний схід від Бистриці, 113 км на північний схід від Клуж-Напоки.

## Населення
За даними перепису населення 2002 року у селі проживали 1767 осіб. Рідною мовою 1764 особи (99,8%) назвали румунську.
Національний склад населення села:
| Національність | Кількість осіб | Відсоток |
| -------------- | -------------- | -------- |
| румуни         | 1754           | 99,3%    |
| угорці         | 13             | 0,7%     |